# Rottenschwil
Rottenschwil (schweizertyska: Roddeschwyl) är en ort och kommun i distriktet Muri i kantonen Aargau, Schweiz. Kommunen har 946 invånare (2023).